# Champion System-Stans No Tubes
Champion System-Stans No Tubes is een wielerploeg die een Amerikaanse licentie heeft. De ploeg bestaat sinds 2014. Champion System-Stans No Tubes komt uit in de continentale circuits van de UCI. Igor Volshteyn is de manager van de ploeg.

## Samenstellingen

### 2014
| Naam                | Geboortedatum     | Nationaliteit          | Ploeg 2013                         |
| ------------------- | ----------------- | ---------------------- | ---------------------------------- |
| Andres Alzate       | 30 december 1989  | Colombia               | Neo                                |
| Michael Chauner     | 19 september 1986 | Verenigde Staten       | Équipe Garneau-Québecor            |
| Gavriel Epstein     | 5 september 1986  | Canada                 | Geen                               |
| Daniel Estevez      | 24 augustus 1989  | Dominicaanse Republiek | Neo                                |
| Isaac Howe          | 4 maart 1986      | Verenigde Staten       | Team SmartStop p/b Mountain Khakis |
| Adam Leibovitz      | 29 april 1991     | Verenigde Staten       | Geen                               |
| Ariel Mendez Penate | 18 februari 1984  | Verenigde Staten       | Neo                                |
| Kevin Mullervy      | 8 april 1988      | Verenigde Staten       | Geen                               |
| Conor Mullervy      | 8 april 1988      | Verenigde Staten       | Geen                               |
| Allan Rego          | 8 februari 1985   | Verenigde Staten       | Neo                                |
| Rodney Santiago     | 22 november 1988  | Verenigde Staten       | Geen                               |